# Миталипов, Мийман
Мийма́н Митали́пов (кирг. Мейман Миталипов; 1932 год, с. Кыргыз-Кыштак, Киргизская АССР, РСФСР, СССР) — хлопковод, бригадир колхоза имени XXI партсъезда Фрунзенского района Ошской области, Киргизская ССР. Герой Социалистического Труда (1966). Депутат Верховного Совета Киргизской ССР.

## Биография
Родился в 1932 году в крестьянской семье в селе Кыргыз-Кыштак (ныне — Кадамжайский район).
С 1945 года начал свою трудовую деятельность в местном колхозе. После окончании курсов механизации сельского хозяйства трудился трактористом в Халмионской МТС (в 1959 году преобразована в колхоз имени XXI партсъезда Фрунзенского района). С 1956 года возглавлял механизированную хлопководческую бригаду. В 1957 году вступил в КПСС.
В 1965 году бригада Миймана Миталипова собрала в среднем по 30,1 центнера хлопка-сыпца на участке площадью 100 гектаров. Указом Президиума Верховного Совета СССР от 30 апреля 1966 года удостоен звания Героя Социалистического Труда с вручением ордена Ленина и золотой медали «Серп и Молот».
В 1971 году окончил сельскохозяйственный техникум.
Избирался депутатом Верховного Совета Киргизской ССР (1980—1984).
До выхода на пенсию трудился бригадиром в совхозе «Бурганду».